# یانگستاون (ایلینوی)
یانگستاون (به انگلیسی: Youngstown) یک منطقهٔ مسکونی در ایالات متحده آمریکا است که در شهرستان وارن، ایلینوی واقع شده‌است. یانگستاون ۲۳۱٫۰۴ متر بالاتر از سطح دریا واقع شده‌است.